# フィッシャーエボシドリ
フィッシャーエボシドリ (Tauraco fischeri)は、カッコウ目エボシドリ科の鳥類。

## 分布
アフリカ（ケニア、タンザニア、ソマリア）